# موریدکی
موریدکے (به انگلیسی: Muridke) یک منطقهٔ مسکونی در پاکستان است که در پنجاب (پاکستان) واقع شده‌است.

## خصوصیات
موریدکے ۲۰۵ متر بالاتر از سطح دریا واقع شده‌است.